# نوال السويلم
نوال السويلم ناقدة وأكاديمية سعودية، ولدت في الرياض عام 1973م. صدر لها العديد من المؤلفات النقدية والأدبية من بينها كتاب (الأشكال الأدبية الوجيزة في فضاء تويتر)، ومجموعة قصصية عنوانها (بانتظار النهار).

## التعليم
- حاصلة على درجة دكتوراه الفلسفة في الآداب تخصص الأدب الحديث عام 2004م.[5]

## العمل
أستاذ الأدب والنقد بقسم اللغة العربية في جامعة الأميرة نورة بنت عبد الرحمن.

## المؤلفات
- (الحوار في المسرح الشعري بين الوظيفة الدرامية والجمالية في مصر من 1961-1990م ) صدر عن دار المفردات عام 2008.
- (فضاءات النص) صدر عن نادي المنطقة الشرقية الأدبي عام 1437هـ.
- (الأشكال الأدبية الوجيزة في فضاء تويتر) صدر عن نادي الرياض الأدبي عام 2017م.[7]
- (بانتظار النهار) مجموعة قصصية. صدرت عن دار أثر عام 2018م.[8]
- (تمثلات الجسد في شعر صلاح عبد الصبور). صدر عن دار النابغة القاهرة في مصر عام 2020م.
- (أساليب السخرية في كتاب «البئر المستحيلة» لمحمد العلي). صدر عن نادي نجران الأدبي عام 2020م.
- (الاستلاب في المسرح التجريبي لفهد الحارثي). صدر عن دار النابغة عام 2020م.[9]